# Ulaski Grzmiąckie
Ulaski Grzmiąckie (prononciation : [uˈlaski ˈɡʐmjɔnt͡skʲɛ]) est un village polonais de la gmina de Wyśmierzyce dans le powiat de Białobrzegi de la voïvodie de Mazovie dans le centre-est de la Pologne.
Il se situe à environ 5 kilomètres à l'ouest de Wyśmierzyce (siège de la gmina), 15 kilomètres à l'ouest de Białobrzegi (siège du powiat) et à 69 kilomètres au sud de Varsovie (capitale de la Pologne).

## Histoire
De 1975 à 1998, le village appartenait administrativement à la voïvodie de Radom.